# ジョアン・ギリェルメ・レメ・アモリン
ジョアン・ギリェルメ（João Guilherme）ことジョアン・ギリェルメ・レメ・アモリン（ポルトガル語: João Guilherme Leme Amorim、1986年4月21日 - ）は、ブラジルのサッカー選手。ポジションはDF。

## クラブ歴
SCインテルナシオナルで選手となった。
2008年1月にプリメイラ・リーガのCSマリティモに20万ユーロで移籍。彼の移籍はブルーノ・メデイロス・グラッシと共に行われ、同シーズンに移籍したマルセロ・ブック、エジグレ、モッソロとも再びチームメイトになった。
2013年6月14日にキプロス・ファーストディビジョンのAPOELニコシアに2年契約で移籍。7月31日のUEFAチャンピオンズリーグ 2013-14 予選のNKマリボル戦で移籍後初出場。9月2日のエノシス・ネオン・パラリムニFCとのリーグ戦で移籍後公式戦初得点を記録した。同シーズンはUEFAヨーロッパリーグ 2013-14で4試合に出場した他、キプロス・ファーストディビジョン、キプロス・カップ、キプロス・スーパーカップの全てのタイトルを取り三冠を達成した。翌シーズンもUEFAチャンピオンズリーグ 2014-15で5試合に出場。2014年12月19日に2年の契約を延長し、2017年6月までの契約となった。2016年6月14日に契約を解除した。
2016年7月1日にサウジ・プロフェッショナルリーグのファティフFCに加入。2017年にバングーACに加入しブラジルに復帰した。

## 代表歴
ブラジルU-17代表の主将として2003 FIFA U-17世界選手権に臨み、全試合に出場し優勝に貢献した。

## タイトル

### クラブ
APOELニコシア
- キプロス・ファーストディビジョン: 2013-14, 2014-15, 2015-16
- キプロス・カップ: 2013-14, 2014-15
- キプロス・スーパーカップ: 2013

### 代表
- FIFA U-17世界選手権: 2003